# Carl Grossberg
Carl Grossberg (6 septembre 1894 – 9 octobre 1940) est un peintre allemand associé au mouvement de la Nouvelle Objectivité. Il se fit connaître pour ses peintures de paysages urbains et pour ses représentations d'usines et de sites industriels, qu'il décrit avec une froide précision de l'intérieur autant que de l'extérieur .

## Biographie
Grossberg est né à Elberfeld et étudia l'architecture à Aix-la-Chapelle et Darmstadt, avant de faire son service militaire pendant la Première Guerre mondiale. Il étudia ensuite à l'Académie de Weimar, et de 1919 à 1921 au Bauhaus avec Lyonel Feininger et peu après, rencontra Tilde Schwarz, qu'il épousa 1923 et dont il eut deux enfants.
Il présente sa première exposition en solo en 1926 à Stuttgart, et en 1929 il participe à l'exposition de la Nouvelle Objectivité (Neue Sachlichkeit) au Stedelijk Museum d'Amsterdam. Deux ans plus tard il obtient le Prix de Rome pour l'Académie des Beaux Arts de Prusse. À partir de 1933, il travaille à la réalisation de son projet industriel, une série de peintures, censées représenter les industries les plus importantes en Allemagne. Ce projet reste inexploité, mais un an plus tard, en 1934 il réalisa la commande de peinture d'un mur appelé Peuple allemand, travail allemand (Deutsches Volk, deutsche Arbeit). Dans la même année, il expose au Kestner-Gesellschaft de Hanovre et une rétrospective de son œuvre est organisée au musée Folkwang à Essen en 1935.
Le 25 août 1939 il reçoit l'ordre de partir comme agent d'occupation en Pologne, mais lors d'un congé, il est tué lors un accident de voiture dans la forêt de Compiègne et décède à Laon.

## Œuvres
Dans un premier temps, les chauves-souris, les singes et les oiseaux peuplent les bâtiments industriels puristes de Grossberg et rappellent une recolonisation du modernisme à travers des formes de vie présociales. Ce n'est qu'au début des années 1930 que Grossberg peint ses « images de rêve » exemptes de tout accessoire troublant.
- 1927 Pont sur la rue Schwarzbach à Wuppertal, Huile sur bois, Musée Von der Heydt, Wuppertal
- 1928, Rêve : Chaudière avec chauve-souris, Huile sur bois, 55 × 66 cm, Collection privée
- 1934 Les Courroies, huile sur panneau, 30 × 40 cm, Collection particulière, Bridgeman art Gallery[2]
- 1933 Tanks, Collection privée, Milan[3]

## Galerie

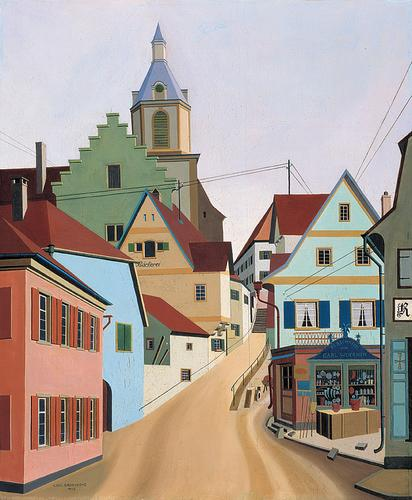
Creglingen, 1926
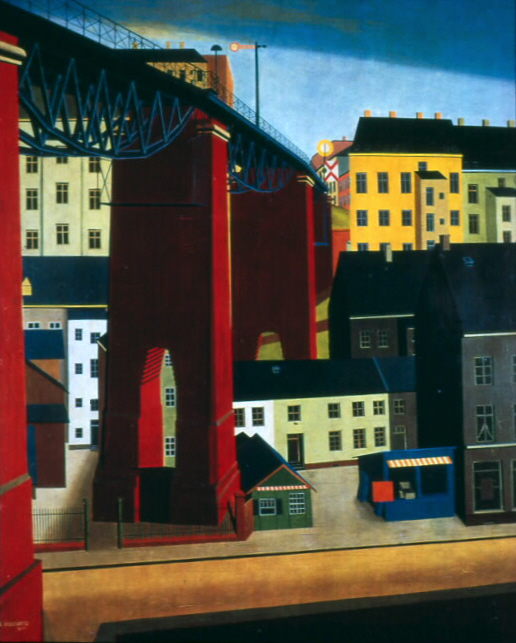
Pont sur la rue, Wuppertal, 1927
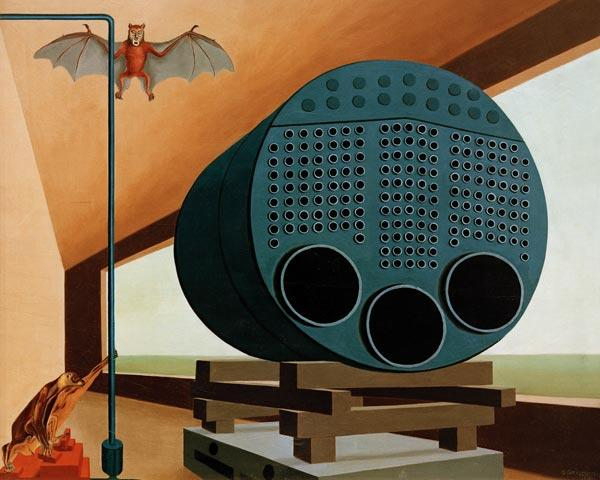
Chaudière avec chauve-souris, 1928
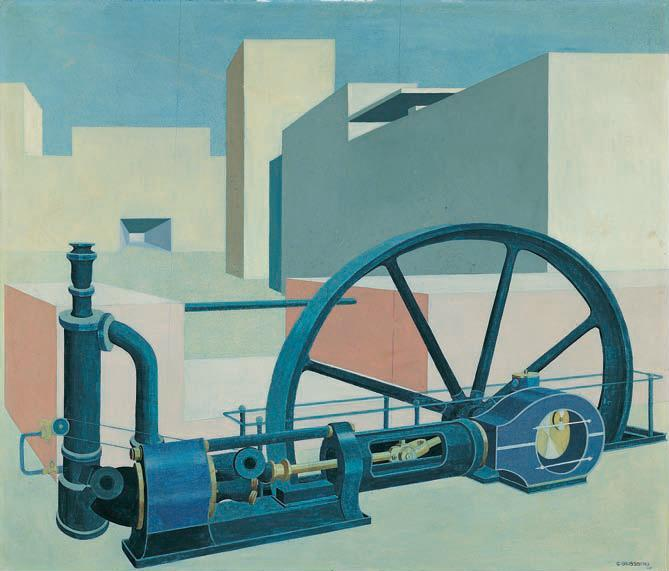
Composition avec turbine, 1929
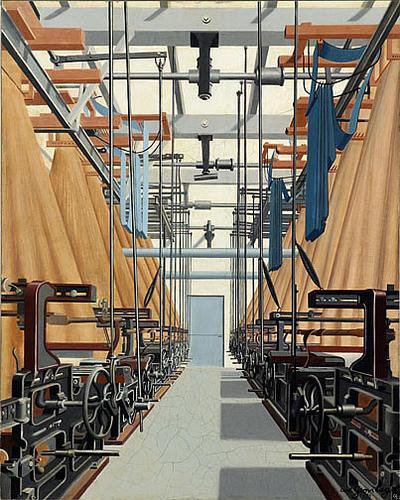
Métier à tisser Jacquard 1934
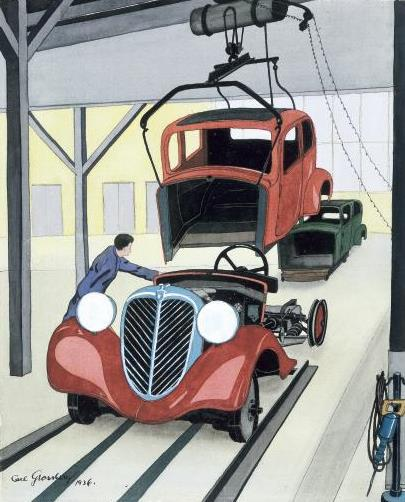
Fabrication d'automobile 1936